# ارين روجرز
ارين روجرز (بالإنجليزية: Warren Rogers)‏ هو صحفي أمريكي، ولد في 6 مايو 1922، وتوفي في 31 أغسطس 2003.